# Hrabstwo Cassia
Hrabstwo Cassia (ang. Cassia County) – hrabstwo w stanie Idaho w Stanach Zjednoczonych. Obszar całkowity hrabstwa obejmuje powierzchnię 2580,31 mil² (6682,97 km²). Według szacunków United States Census Bureau w roku 2009 miało 21 698 mieszkańców. Jego siedzibą administracyjną jest Burley.
Hrabstwo powstało 20 lutego 1879 r. z siedzibą w miejscowości Albion. W 1913 r. z jego obszaru wydzielono hrabstwo Twin Falls i Power, a 5 listopada 1918 r. zmieniono siedzibę na Burley.

## Miejscowości
- Albion
- Burley
- Declo
- Malta
- Oakley